# Sky at Night
Sky at Night – piąty studyjny album manchesterskiej grupy muzycznej I Am Kloot, którego oficjalna premiera odbyła się 5 lipca 2010.
Płyta ukazała się nakładem wytwórni Shepherd Moon. Produkcją muzyczną zajęli się Guy Garvey i Craig Potter z zespołu Elbow. Oboje wyprodukowali wcześniej singel „Maybe I Should” (2005) grupy I Am Kloot, a sam Guy Garvey był producentem ich pierwszych singli (1999) i debiutanckiego albumu pt. Natural History (2001).
Od dnia 2 lipca 2010, cały album jest dostępny do posłuchania za darmo na stronie internetowej guardian.co.uk.
Album ukazał się w pod postacią CD (w tym w limitowanej wersji digipak) oraz płyty gramofonowej. Osoby, które zamówiły wersję CD lub gramofonową poprzez stronę internetową Townsend Recods przed premierą płyty, otrzymały dodatkowo wydruk okładki w formacie A4 z autografami członków zespołu.

## Reakcje
Płyta Sky at Night od razu zebrała przychylne opinie krytyki, wyrażającej często nadzieję, że dzięki niemu grupa I Am Kloot w końcu zyska większą popularność. Jeszcze przed premierą, Frank Cottrell Boyce – brytyjski scenarzysta i pisarz – wystosował list otwarty, polecający tę płytę. Cottrell Boyce został fanem I Am Kloot dzięki Danny'emu Boyle'owi.
20 lipca 2010 płyta znalazła się na liście nominowanych do Mercury Prize.
Jesienią 2010 Sky at Night został pierwszym albumem grupy wydanym w Australii. W lutym 2011 I Am Kloot zagrali po raz pierwszy na tym kontynencie.
15 listopada 2010 ogłoszono, że płyta otrzymała prestiżową Nagrodę Niemieckich Krytyków Fonograficznych (Preis der deutschen Schallplattenkritik) w kategorii „Pop i rock”.
Album znalazł się na 39 miejscu w rankingu brytyjskiego magazynu Q na 50 najlepszych albumów roku 2010. Zajął także 6 miejsce w plebiscycie Top 40 of 2010 radia BBC 6 Music. Spośród zaproponowanych 100 płyt wydanych w roku 2010, słuchacze wybrali 40 ich zdaniem najlepszych.

## Notowania na listach sprzedaży
- UK Albums Chart (Wielka Brytania, notowanie tygodniowe): 11 lipca 2010 debiut na 24 miejscu[32]
- British Albums iTunes Chart (Wielka Brytania, notowanie dzienne): 5 lipca 2010 debiut na 7 miejscu, najwyższa pozycja 12 września 2010 miejsce 12[33]
- IRMA, Top 20 Indie Individual Artist Albums (Irlandia, notowanie tygodniowe): 8 lipca 2010 debiut na 14 miejscu
- German Albums iTunes Chart (Niemcy, notowanie dzienne): 16 lipca 2010 debiut na 26 miejscu[34]
- MegaCharts (Holandia, notowanie tygodniowe): 17 lipca 2010 debiut na 58 miejscu, najwyższa pozycja 24 lipca 2010 miejsce 51[35]
- Ö3 Austria Top 40 (Austria, notowanie tygodniowe): 30 lipca 2010 debiut na 72 miejscu, najwyższa pozycja 13 sierpnia 2010 miejsce 59[36]
- Media Control (Niemcy, notowanie tygodniowe): debiut na 95 miejscu[37]

## Charakterystyka, tytuł
Album powstawał w czasie, gdy zespół nie koncertował intensywnie. Muzycy mieli czas, by zastanowić się nad nim jeszcze przed przystąpieniem do jego nagrywania. W efekcie jest to najbardziej spójny album z dotychczasowych w dyskografii zespołu i najdokładniej przemyślany. Zespół poświęcił tu więcej niż dotychczas uwagi produkcji. W porównaniu do poprzednich dokonań I Am Kloot, jest to płyta zdecydowanie mniej rockowa, za to bogata brzmieniowo, z teatralnymi aranżacjami oraz gościnnym udziałem różnych muzyków.
Tytuł Sky at Night można przetłumaczyć jako „Niebo nocą”. Według słów wokalisty grupy I Am Kloot, Johna Bramwella, nazwa ta wzięła się stąd, że teksty piosenek na płycie, w większości, jeśli nie wszystkie, dotyczą nocy. Pojawiają się w nich motywy takie jak gwiazdy, astronomia, bezsenność, światło latarń ulicznych lub noc jako metafora życia w ciemności. Mówią o patrzeniu w gwiazdy i wspominaniu. Płyta ma optymistyczny wydźwięk i, cytując Johna Bramwella, „jest o zdumieniu”. W czasie, gdy powstała większość piosenek John Bramwell cierpiał na bezsenność. Piosenkę „The Brink” napisał po obejrzeniu filmu Niczego nie żałuję – Edith Piaf (La Môme).
Portal Yahoo! Music określił tę płytę jako „elegancką, refleksyjną mieszankę barowej melancholii, kosmicznej modulacji i samodystansującego się żalu”.
Tytuł nawiązuje również do programu telewizyjnego The Sky at Night, prowadzonego przez Patricka Moore'a. Jest to legendarny już magazyn o astronomii, emitowany na antenie BBC od roku 1957. John Bramwell twierdzi, że gdy był dzieckiem, „bezsenność uczyniła z niego wielkiego fana Patricka Moore'a”.

## Lista utworów
Autorem wszystkich piosenek jest John Bramwell. Słowa „we've got all the bullets, but there's no-one left to shoot” z piosenki „Fingerprints” zostały zapożyczone z utworu „Oblivious” działającej w latach 1980-1995 grupy Aztec Camera, której liderem był Roddy Frame.
| 1.  | „Northern Skies”                                 | 4:04  |
|     |                                                  |       |
| 2.  | „To the Brink”                                   | 4:18  |
|     |                                                  |       |
| 3.  | „Fingerprints”                                   | 4:33  |
|     |                                                  |       |
| 4.  | „Lately”                                         | 3:56  |
|     |                                                  |       |
| 5.  | „I Still Do”                                     | 3:02  |
|     |                                                  |       |
| 6.  | „The Moon Is a Blind Eye”                        | 4:07  |
|     |                                                  |       |
| 7.  | „Proof”                                          | 2:51  |
|     | nowa wersja piosenki „Proof” z albumu I Am Kloot |       |
| 8.  | „It's Just the Night”                            | 3:00  |
|     |                                                  |       |
| 9.  | „Radiation”                                      | 6:11  |
|     |                                                  |       |
| 10. | „Same Shoes”                                     | 3:20  |
|     |                                                  |       |
|     |                                                  | 39:22 |
|     |                                                  |       |
Na japońskiej edycji umieszczono dodatkowo (pod nr 11) utwór „Black & Blue”. Oryginalna wersja tej piosenki znalazła się w 1989 roku na You, Me and the Alarm Clock – solowym albumie Johna Bramwella, występującym wówczas pod pseudonimem Johnny Dangerously.

## Single
| tytuł                                              | wytwórnia     | format, nr katalogowy | data i miejsce wydania                  | lista utworów | inne |
| -------------------------------------------------- | ------------- | --------------------- | --------------------------------------- | --- | --- |
| „Northern Skies”/„Lately” (tzw. podwójna strona A) | Shepherd Moon | download              | 30 maja 2010 na iTunes / 1 czerwca 2010 | 1. „Northern Skies” 4:05 2. „Lately” 3:56                                                                        | Jeszcze pod koniec kwietnia 2010, utwór „Lately” udostępniony został fanom w formie darmowego pliku mp3 do pobrania ze strony internetowej I Am Kloot – warunkiem otrzymania dostępu do niego było zasubskrybowanie newslettera zespołu. |
| „Proof”                                            | Shepherd Moon | download              | 6 września 2010                         | 1. „Proof (Radio Edit)” 2:39 2. „Proof (Original Demo – 1999)” 2:47                                              | Osobny artykuł: Proof (singel) . |
| „Fingerprints”                                     | Shepherd Moon | download              | 5 listopada 2010 na iTunes              | 1. „Fingerprints (Radio Edit)” 3:21 2. „Fingerprints (Album Version)” 4:36 3. „Fingerprints (Instrumental)” 4:35 | |
| „Fingerprints”                                     | Shepherd Moon | download              | 12 listopada 2010 na iTunes             | 1. „Fingerprints (Radio Edit)” 3:21 2. „Black & Blue” 2:27                                                       | |

## Teledyski
Do piosenki „Northern Skies” nakręcono teledysk, w którym u boku zespołu I Am Kloot wystąpił Christopher Eccleston. To drugi raz, kiedy ten aktor pojawił się w wideoklipie tej grupy.
W teledysku „Northern Skies” grupa I Am Kloot podróżuje przez Północną Walię samochodem Petera Jobsona. W czasie jazdy oglądają stare zdjęcia. Po drodze spotykają osobę, którą kiedyś poznali (Christopher Eccleston), ale której jednak teraz nie pamiętają.
Teledysk „Northern Skies” zrealizowała firma Mocha Productions z Liverpoolu – ta sama, która pracowała nad poprzednim teledyskiem grupy, do utworu „Over My Shoulder” (2005).
Do promocji singla „Proof” wykorzystano teledysk „Proof” z 2003 roku (w którym wystąpił Christopher Eccleston), podkładając pod niego aktualną wersję piosenki.

## Twórcy
(źródło:)

### Instrumenty
I Am Kloot:
- John Harold Arnold Bramwell
- Andy Hargreaves
- Peter Jobson

dodatkowi muzycy:
- Prabjote Osahn – skrzypce – utwory 1, 2 i 3
- Stella Page – altówka – utwory 1, 2 i 3
- Margit van der Zwan – wiolonczela – utwory 1, 2 i 3
- Marie Leenhardt – harfa – utwory 5 i 6
- Tony Gilfellon  (Indigo Jones[52]) – gitara – utwór 2
- Robert Marsh – trąbka – utwory 2 i 10
- Peter McPhail – saksofon i flet – utwory 4, 9 i 10
- Colin McLeod – fortepian – utwór 10
- Norman McLeod – elektryczna gitara stalowa  – utwór 10

inni:
- Guy Garvey – aranżacje instrumentów smyczkowych

### Produkcja, miksowanie
- Guy Garvey & Craig Potter (Elbow) – produkcja
- Craig Potter – miksowanie (w Blueprint Studios)
- Tim Young – mastering (w Metropolis Studios)
- Colin McLeod – dodatkowa produkcja i inżynieria – utwór 10
- Seadna McPhail – dodatkowa inżynieria – utwory 1, 3, 4, 6, 8 i 10

### Oprawa graficzna
- Gerald Jenkins – zdjęcie zespołu (zamieszczone wewnątrz okładki)
- Paul Brownless – projekt